# Chorisochora minor
Chorisochora minor là một loài thực vật có hoa trong họ Ô rô. Loài này được (Balf.f.) Vollesen mô tả khoa học đầu tiên năm 1994.